# Brykia horsfieldi
Brykia horsfieldi är en fjärilsart som beskrevs av Moore 1859. Brykia horsfieldi ingår i släktet Brykia och familjen tandspinnare. Inga underarter finns listade i Catalogue of Life.